# Conka Vajsilova
Conka Marinova Vajsilova (in bulgaro Цонка Маринова Вайсилова?; Panagjurište, 20 febbraio 1967) è un'ex cestista bulgara.

## Carriera
Con la Bulgaria ha disputato i Giochi olimpici di Seul 1988.